# ديف مكاي
ديف مكاي (بالإنجليزية: Dave McKay)‏ (21 نوفمبر 1984 بغلاسكو في المملكة المتحدة - ) هو لاعب كرة قدم بريطاني في مركز الوسط. لعب مع نادي كلايد.

## وصلات خارجية
- ديف مكاي على موقع قاعدة بيانات كرة القدم.إي يو (الإنجليزية)
- ديف مكاي على موقع Soccerbase.com (لاعب) (الإنجليزية)